# Nytorpsbadet

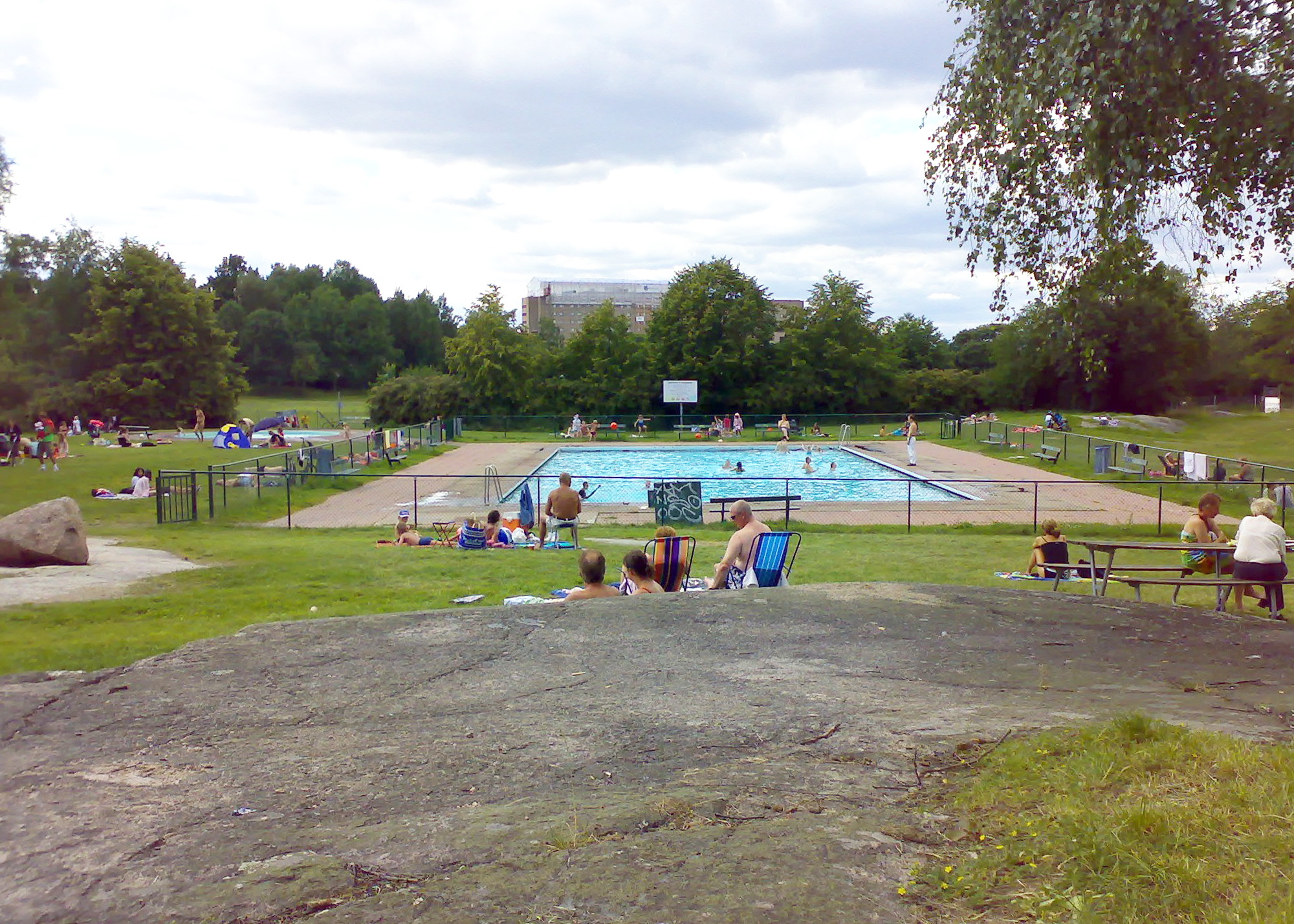
Nytorpsbadet, juli 2007.

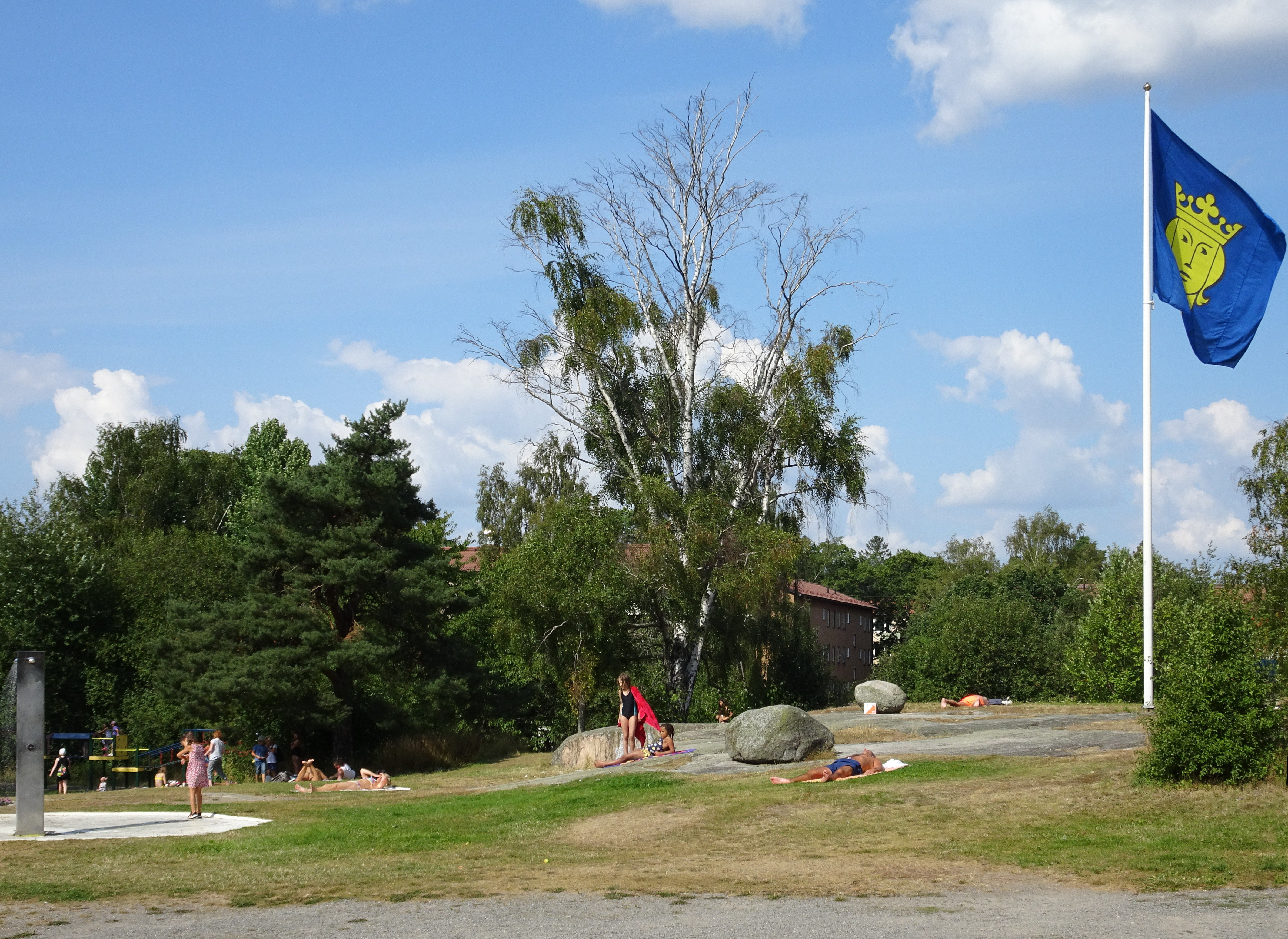
Nytorpsbadet, augusti 2020.

Nytorpsbadet är ett mindre kommunalt utomhusbassängbad på norra delen av Nytorps gärde i stadsdelen Kärrtorp i södra Stockholm.

## Beskrivning
Nytorpsbadet har sitt namn efter torpet Nytorp som låg här fram till början av 1960-talet när badet anlades. I första stadsplanen (Pl 3250) över Kärrtorp som vann laga kraft 1947 reserverades ett större område för ”idrottsändamål” som avsåg ett friluftsbad med cykel- och bilparkering för de badande på platsen för Nytorp. Det kom att dröja till 1961 innan badet kunde invigas.
Anläggningen består av en 25-metersbassäng, en plaskdamm och klätterställning samt kiosk. Det finns toalett och omklädningsrum och bara utedusch.